# Norbello
Norbello (sardinski: Norghìddo) je grad i općina (comune) u pokrajini Oristanu u regiji Sardiniji, Italija. Nalazi se na nadmorskoj visini od 350 metara i ima 1 228 stanovnika.
 Prostire se na 26,18 km². Gustoća naseljenosti je 47 st/km².
Susjedne općine su: Abbasanta, Aidomaggiore, Borore, Ghilarza i Santu Lussurgiu.